# Groddsvingel
Groddsvingel (Festuca vivipara) är en växtart i familjen gräs.